# Polska Marynarka Wojenna
Polska Marynarka Wojenna – rodzaj polskich sił zbrojnych, działających z terytorium Francji, Wielkiej Brytanii i innych państw koalicji antyhitlerowskiej w latach 1939–1947.
Formalnie nazwa ta objęła okręty i personel Marynarki Wojennej na mocy Układu między rządami Rzeczypospolitej Polskiej i Zjednoczonego królestwa w sprawie utworzenia Oddziału Polskiej Marynarki Wojennej w Wielkiej Brytanii, zawartego 18 listopada 1939 przez rząd Sikorskiego.
11 października 1939 premier gen. dyw. Władysław Sikorski rozkazał odtworzyć Marynarkę Wojenną w ramach Polskich Sił Zbrojnych. Z oficerów, którym udało się przedostać przez Rumunię do Francji, utworzono w Paryżu Kierownictwo Marynarki Wojennej, początkowo składające się z Wydziału Marynarki Wojennej i Wydziału Marynarki Handlowej. Po przeniesieniu do Londynu na początku 1940 w KMW istniały następujące Referaty: Organizacyjno-Wyszkoleniowy, Personalny, Techniczny i Zaopatrzenia Materiałowego oraz Budżetowo-Finansowy i Marynarki Handlowej. Od 1941 zwierzchnictwo nad komórkami organizacyjnymi KMW było podzielone pomiędzy zastępcę szefa KMW – referaty planowania, szefa Sztabu KMW – referaty operacyjno-organizacyjne oraz szefa Administracji MW – referaty techniczne, zaopatrzenia i finansowe. Ostatnia reorganizacja KMW miała miejsce w 1945, kiedy kompetencje zastępcy szefa przejął I zastępca szefa, a szefa Sztabu II zastępca szefa. Równocześnie utworzono Inspektorat Wyszkolenia.
3 marca 1947 roku szef Kierownictwa Marynarki Wojennej wiceadmirał Jerzy Świrski wydał ostatni rozkaz dzienny, w którym stwierdził, że ostatnim dniem istnienia Polskiej Marynarki Wojennej będzie 31 marca 1947 roku oraz poinformował podwładnych, że kontradmirał Józef Unrug z dniem 8 marca 1947 roku obejmie stanowisko zastępcy inspektora generalnego PKPR do spraw personelu Marynarki Wojennej. Na podstawie tego rozkazu 15 marca 1947 Kierownictwo Marynarki Wojennej zostało rozwiązane, obowiązki KMW przejął Urząd Zastępcy Inspektora Generalnego PKPR do spraw personelu Marynarki Wojennej oraz Komisja Likwidacyjna Marynarki Wojennej.
Podczas II wojny światowej Polska Marynarka Wojenna uczestniczyła, wspierając aliantów, we wszystkich ważnych operacjach morskich. Polskie okręty przebyły łącznie około 1,21 miliona mil morskich, eskortując 787 konwojów oraz przeprowadzając 1162 patrole i operacje bojowe.

## Jednostki pływające Polskiej Marynarki Wojennej w latach 1939–1946
- krążowniki: typ brytyjski D [Danae], krążownik lekki
  - ORP „Conrad”;
  - ORP „Dragon”;

- niszczyciele: typ Wicher, niszczyciel
  - ORP „Burza”;

- typ Grom, niszczyciel
  - ORP „Błyskawica”;
  - ORP „Grom”;

- typ brytyjski G, niszczyciel
  - ORP „Garland”;

- typ brytyjski N, niszczyciel
  - ORP „Piorun”;

- typ brytyjski M, niszczyciel
  - ORP „Orkan”;

- typ brytyjski Hunt II, niszczyciel eskortowy
  - ORP „Krakowiak”;
  - ORP „Kujawiak”;
  - ORP „Ślązak”;

- typ francuski Bourrasque (Simoun), niszczyciel
  - OF „Ouragan”;

- okręty podwodne: typ Wilk, okręt podwodny
  - ORP „Ryś” (internowany);
  - ORP „Wilk”;
  - ORP „Żbik” (internowany);

- typ Orzeł, okręt podwodny
  - ORP „Orzeł” (internowany, zbiegł);
  - ORP „Sęp” (internowany);

- typ amerykański S 1, okręt podwodny
  - ORP „Jastrząb”;

- typ brytyjski U, okręt podwodny
  - seria II: ORP „Sokół”;
  - seria III: ORP „Dzik”;

- trałowce różnego typu (grupa traulerów)
  - P-1,
  - P-2,
  - P-3,
  - P-4,
  - P-5,
  - P-6,
  - P-7,
  - P-8,
  - P-9,
  - P-10,
  - P-11,
  - P-12

- okręty szkolne: typ Iskra, żaglowiec szkolny
  - ORP „Iskra”;

- typ Wilia, okręt szkolny
  - ORP „Wilia”;

- kuter pościgowy: typ Batory, kuter pościgowy
  - ORP „Batory” (internowany);

- ścigacze okrętów podwodnych: typ francuski, ścigacz okrętów podwodnych
  - OF „Ch-11”;
  - OF „Ch-15”;

- ścigacze artyleryjskie:
  - ORP S-1 „Chart”;
  - ORP S-2 „Wilczur”;
  - ORP S-3 „Wyżeł”;

- ścigacze torpedowo-artyleryjskie:
  - ORP S-4;
  - ORP S-5;
  - ORP S-6;
  - ORP S-7;
  - ORP S-8;
  - ORP S-9;
  - ORP S-10;

- patrolowce: typ francuski Médoc, Pomerol, patrolowiec pomocniczy (awizo)
  - OF „Médoc”,
  - OF „Pomerol”[4][5][6]